# 월전미술문화재단
월전미술문화재단은 미술문화의 진흥발전에 기여하기 위하여 1989년 9월 25일 설립된 문화체육관광부 소관의 재단법인이다. 사무실은 종로구 팔판동 35-1에 있다.

## 주요 사업
- 미술상의 제정 및 시상
- 미술전문 출판물의 간행
- 미술교육사업
- 미술품의 상설전시
- 한국화의 국제교류 지원